# 에른스트 베토리
에른스트 베토리(독일어: Ernst Vettori, 1964년 6월 25일 ~ )는 오스트리아의 스키 점프 선수이다. 1992년 동계 올림픽에서 개인전 노멀힐 금메달, 단체전 은메달을 획득했다.